# Александр (Головин)
Епи́скоп Алекса́ндр (в миру Алекса́ндр Митрофа́нович Голови́н; 25 августа (6 сентября) 1844, Крапивинский уезд, Тульская губерния — 4 (17) февраля 1916, Воскресенск, Московская губерния) — епископ Русской православной церкви: Старицкий (1903—1908), Орловский и Севский (1908—1910), Калужский и Боровский (1910—1912); настоятель Новоиерусалимского монастыря в Москве (1912—1916).

## Биография
Родился в семье священника села Мясоедова Крапивинского уезда Тульской губернии (ныне Щёкинский район Тульской области); в 1866 году, по окончании курса в Тульской духовной семинарии, рукоположён во священника, 5 (17) июля 1867 года, Успенской церкви села Петровского-Нарышкина Крапивинского уезда. Состоял законоучителем сельского народного училища. 14 (26) сентября 1879 года награжден набедренником.
В 1880 году переведён в Тулу. В 1882 году награжден скуфьей. В период с 1882 по 1890 года состоял членом различных братств Тульской епархии. В 1889 году награжден камилавкой. В 1890 году ему была объявлена благодарность от епархиального управления.
27 ноября (9 декабря) 1890 года принял монашеский постриг и был переведен в Александро-Невскую лавру, где занимал должности библиотекаря и духовника лавры. 27 августа (8 сентября) 1891 года получил благословение и благодарность правящего архиерея.
В 1892 году поступил в Санкт-Петербургскую духовную академию, которую окончил в 1896 году со степенью кандидата богословия. Также был награжден наперсным крестом от Синода. 
В том же году был командирован в Абиссинию с отрядом Красного Креста. Во время командировки установил знакомство с Менеликом II. Был награжден им орденом печати Соломона II степени. Также был награжден орденом св. Анны II степени и знаком Красного креста.
12 (24) ноября 1897 года был назначен настоятелем Троицкого Калязина монастыря с возведением в сан архимандрита.
15 (27) декабря 1898 года архимандрит Александр был вызван в Санкт-Петербург на чреду служения и проповедания слова Божия, а 17 (29) мая 1899 года определением Св. Синода назначен начальником Русской духовной миссии в Иерусалиме.
В 1900 году избран действительным членом Императорского православного палестинского общества.
27 июля (9 августа) 1903 года в Тверском кафедральном соборе хиротонисан во епископа Старицкого, викария Тверской епархии. В хиротонии принимали участие: архиепископ Тверской Димитрий (Самбикин), епископ Сухумский Арсений (Изотов) и епископы Нафанаил и Антоний, пребывающие в Москве на покое.
12 (25) декабря 1904 года избран почётным членом ИППО.
С 31 октября (13 ноября) 1908 года — епископ Орловский и Севский.
С 31 декабря 1910 года (13 января 1911) — епископ Калужский и Боровский.
25 июня (8 июля) 1912 года по слабости здоровья уволен на покой, с назначением на должность настоятеля ставропигиального Воскресенского монастыря (Московская губерния).
Скончался 4 (17) февраля 1916 года от артериосклероза. Похоронен в летнем храме этого же монастыря в приделе св. Марии Магдалины.